# جيمس فراولي (لاعب كرة مضرب)
جيمس فراولي (بالإنجليزية: James Frawley)‏ هو لاعب كرة مضرب أسترالي، ولد في 29 مارس 1994 في كانبرا في أستراليا.

## وصلات خارجية
- جيمس فراولي على موقع رابطة محترفي التنس (الإنجليزية)
- جيمس فراولي على موقع الاتحاد الدولي لكرة المضرب (الإنجليزية)
- جيمس فراولي على موقع خلاصة التنس.كوم (الإنجليزية)
- جيمس فراولي على موقع إي إس بي إن.كوم (الإنجليزية)